# Raffi Cavoukian
Raffi Cavoukian, noto anche con lo pseudonimo di Raffi (Il Cairo, 8 luglio 1948), è un cantautore egiziano naturalizzato canadese.
Autore noto di musica per bambini, ha sviluppato la sua carriera come "trovatore globale", per diventare produttore musicale, autore, imprenditore e fondatore del Centre for Child Honouring.

## Discografia
- Good Luck Boy (1975)
- Singable Songs for the Very Young (1976)
- Adult Entertainment (1977)
- More Singable Songs (1977)
- Corner Grocery Store (1979)
- Baby Beluga (1980)
- Rise and Shine (1982)
- Raffi's Christmas Album (1983)
- One Light, One Sun (1985)
- Everything Grows (1987)
- Raffi in Concert with the Rise and Shine Band (1989)
- Evergreen Everblue (1990)
- Raffi On Broadway: A Family Concert (1993)
- Bananaphone (1994)
- Raffi Radio (1995)
- Country Goes Raffi (2001) (tribute album)
- Let's Play (2002)
- Quiet Time (2006)
- Resisto Dancing - Songs of Compassionate Revolution (2006)